# Зеленопілля (Березівський район)
Зеленопі́лля — село Новокальчевської сільської громади в Березівському районі Одеської області, Україна. Населення становить 282 осіб.

## Географія
У селі бере початок Балка Засіка.

## Населення
Згідно з переписом 1989 року населення селища становило 239 осіб, з яких 130 чоловіків та 109 жінок.
За переписом населення 2001 року в селищі мешкали 282 особи.

### Мова
Розподіл населення за рідною мовою за даними перепису 2001 року:
| Мова       | Відсоток |
| ---------- | -------- |
| українська | 88,3 %   |
| молдовська | 5,67 %   |
| російська  | 4,96 %   |